# جواكيم سيلفا إي لونا
جواكيم سيلفا إي لونا (بالبرتغالية: Joaquim Silva e Luna‏) هو سياسي برازيلي، ولد في 29 ديسمبر 1949 في باريروس في البرازيل.